# Anna di Boemia (regina d'Inghilterra)
Anna di Boemia, conosciuta anche come la Buona Regina Anna (Praga, 11 maggio 1366 – Sheen Manor, 7 giugno 1394), era la figlia maggiore di Carlo IV, Imperatore del Sacro Romano Impero, re di Boemia, re d'Italia, re di Borgogna, e di Elisabetta di Pomerania, figlia a sua volta del duca Boghislao V di Pomerania-Stettino. Era quindi un membro della Casata di Lussemburgo e fu la prima regina consorte al fianco di Riccardo II d'Inghilterra.
Anna ebbe quattro fratelli, tra cui l'imperatore Sigismondo, e una sorella più giovane, Margherita, burgravia consorte di Norimberga; aveva inoltre cinque fratellastri e sorellastre dai precedenti matrimoni del padre.

## Matrimonio con Riccardo II
Riccardo II sposò Anna di Boemia come risultato del Grande Scisma che interessò il papato e che risultò nella coesistenza di due papi rivali; Eduard Perroy afferma che papa Urbano VI diede il proprio beneplacito al matrimonio tra Riccardo ed Anna nel tentativo di creare un'alleanza a proprio vantaggio, rafforzando così la propria posizione contro i francesi ed il loro papa, Clemente VII. Il padre di Anna era il sovrano più potente d'Europa, che governava su circa la metà della popolazione e del territorio del continente.
Il matrimonio era d'altronde avversato da buona parte della nobiltà inglese e da molti membri del parlamento, principalmente a causa dell'influenza del favorito di re Riccardo, Michael de la Pole. Benché al re fosse stata offerta in moglie Caterina Visconti – una delle figlie di Bernabò Visconti di Milano, che avrebbe portato una ricca dote – venne scelta Anna, che non portò alcun diretto beneficio finanziario all'Inghilterra; non aveva dote e anzi Riccardo, per ottenerne la mano, dovette dare 20 000 fiorini al cognato Venceslao. Il matrimonio portò anche pochi vantaggi diplomatici, anche se i mercanti inglesi ottennero così il permesso di commerciare liberamente nelle terre della corona boema e del Sacro Romano Impero: erano comunque dei vantaggi di poco conto se paragonati a quelli di precedenti matrimoni contratti in seguito a guerre con la Francia. Le nozze non furono quindi popolari.
Al suo arrivo in Inghilterra nel dicembre 1381, Anna venne severamente criticata dai cronisti contemporanei, probabilmente a causa delle clausole finanziarie del contratto matrimoniale, anche se erano piuttosto frequenti delle critiche sulle regine consorti. Il Westminster Chronicler la definì «un piccolo pezzetto d'umanità» e Thomas Walsingham collegò il suo arrivo con un disastroso auspicio: infatti le navi che l'avevano trasportata si sfasciarono in pezzi non appena Anna fu scesa a terra. Nonostante tutte le critiche Anna e Riccardo II convolarono a nozze nell'abbazia di Westminster il 22 gennaio 1382 e vennero organizzati tornei che durarono per molti giorni dopo le nozze. I novelli sposi partirono in seguito per un viaggio nel regno, soggiornando presso le maggiori abbazie che incontravano sul loro tragitto. Nel 1383 Anna visitò la città di Norwich, dove, all'Ospedale Maggiore, venne realizzato in suo onore un soffitto decorato con 252 aquile nere.
Il matrimonio di Anna di Boemia e Riccardo II fu il quinto matrimonio reale celebrato a Westminster, e si dovettero aspettare 537 anni perché ne venisse celebrato un altro. La loro unione durò dodici anni, ma non ebbero figli; la morte di Anna causata dalla peste nel 1394, a Sheen Manor, fu un duro colpo per Riccardo II, la cui successiva condotta poco saggia gli costò il trono.
Riccardo si sposò una seconda volta il 31 ottobre 1396 con Isabella di Valois.

## Reputazione
Nonostante Anna fosse inizialmente invisa ai cronisti dell'epoca, vi sono delle prove che, nel corso del tempo, divenne più popolare. Viene ricordata per essere stata una persona gentile e cara al popolo d'Inghilterra: essa è molto nota per i suoi instancabili tentativi di intercedere per conto di numerosi popolani, procurando loro la grazia in occasione della rivolta dei contadini del 1381 e altri sollevamenti.
Essa intercedette inoltre presso il re per conto di molti personaggi di alto rango, come ad esempio per Simon Burley, il tutore di Riccardo II durante la sua infanzia, durante la sessione parlamentare del giugno 1388, definita come Parlamento Senza Pietà. Si mise in ginocchio per i cittadini londinesi durante la riconciliazione cerimoniale del 1391 di Riccardo con Londra.
D'altro canto essa non adempì a quelli che erano i tradizionali compiti delle regine consorti; in particolare Anna di Boemia non fu in grado di generare figli, nonostante dodici anni di matrimonio, e questo è probabilmente enfatizzato nel suo epitaffio, nel quale essa è menzionata per essere stata gentile con le «donne incinte». Il cronista di Evesham affermò: «Questa regina, benché non abbia partorito figli, è ancora celebrata per aver contribuito alla gloria e alla ricchezza del reame, per quanto fosse nelle sue capacità». Nonostante tutto, il fatto che essa è ricordata come la Buona Regina Anna significa che la sua sterilità non fu giudicata importante dai contemporanei.

## Eredità
Anna è sepolta a Westminster, accanto al marito; la loro tomba congiunta, ora danneggiata, una volta mostrava le loro mani unite. L'iscrizione sulla sua tomba la descrive come «bella in corpo e il suo viso era gentile e grazioso». Quando nel 1871 venne aperta la sua tomba venne scoperto che molte delle sue ossa erano state rubate attraverso un buco su un lato della bara.
Anna di Boemia è conosciuta per aver fatto conoscere alle dame del Medioevo l'utilizzo della sella all'amazzone. Essa inoltre influenzò la moda del design delle carrozze in Inghilterra quando giunse per incontrare il marito Riccardo II con una vettura, probabilmente costruita a Kocs, in Ungheria. Introdusse in Inghilterra anche lo stile boemo delle acconciature femminili, caratterizzato da "corna" di capelli.

## Stemma
Lo stemma di Anna era un'unione di quello di suo padre, l'imperatore Carlo IV, e dello stemma reale d'Inghilterra.

## Ascendenza
|                          |                           |                           | Genitori                |  |  | Nonni |  |  | Bisnonni                  |  |  | Trisnonni                |  |
|                          |                           |                           |                         |  |  |       |  |  | Enrico VII di Lussemburgo |  |  | Enrico VI di Lussemburgo |  |
|                          |                           |                           |                         |  |  |       |  |  | Enrico VII di Lussemburgo |  |  | Enrico VI di Lussemburgo |  |
|                          |                           | Beatrice di Avesnes       |                         |  |  |       |  |  | Enrico VII di Lussemburgo |  |  |                          |  |
| Giovanni I di Boemia     |                           |                           |                         |  |  |       |  |  | Enrico VII di Lussemburgo |  |  |                          |  |
|                          |                           | Margherita di Lussemburgo | Giovanni I di Brabante  |  |  |       |  |  |                           |  |  |                          |  |
|                          |                           | Margherita di Lussemburgo | Giovanni I di Brabante  |  |  |       |  |  |                           |  |  |                          |  |
|                          |                           | Margherita di Lussemburgo | Margherita di Dampierre |  |  |       |  |  |                           |  |  |                          |  |
| Carlo IV di Lussemburgo  |                           | Margherita di Lussemburgo |                         |  |  |       |  |  |                           |  |  |                          |  |
|                          |                           | Venceslao II di Boemia    | Ottocaro II di Boemia   |  |  |       |  |  |                           |  |  |                          |  |
|                          |                           | Venceslao II di Boemia    | Ottocaro II di Boemia   |  |  |       |  |  |                           |  |  |                          |  |
|                          |                           | Venceslao II di Boemia    | Cunegonda di Slavonia   |  |  |       |  |  |                           |  |  |                          |  |
| Elisabetta di Boemia     |                           | Venceslao II di Boemia    |                         |  |  |       |  |  |                           |  |  |                          |  |
|                          |                           | Guta d'Asburgo            | Rodolfo I d'Asburgo     |  |  |       |  |  |                           |  |  |                          |  |
|                          |                           | Guta d'Asburgo            | Rodolfo I d'Asburgo     |  |  |       |  |  |                           |  |  |                          |  |
|                          |                           | Guta d'Asburgo            | Gertrude di Hohenberg   |  |  |       |  |  |                           |  |  |                          |  |
| Anna di Boemia           |                           | Guta d'Asburgo            |                         |  |  |       |  |  |                           |  |  |                          |  |
|                          | Wartislaw IV di Pomerania | Bogislaw IV di Pomerania  |                         |  |  |       |  |  |                           |  |  |                          |  |
|                          | Wartislaw IV di Pomerania | Bogislaw IV di Pomerania  |                         |  |  |       |  |  |                           |  |  |                          |  |
|                          | Wartislaw IV di Pomerania | Margherita di Ruwen       |                         |  |  |       |  |  |                           |  |  |                          |  |
| Boghislao V di Pomerania | Wartislaw IV di Pomerania |                           |                         |  |  |       |  |  |                           |  |  |                          |  |
|                          |                           | Elisabetta di Slesia      | …                       |  |  |       |  |  |                           |  |  |                          |  |
|                          |                           | Elisabetta di Slesia      | …                       |  |  |       |  |  |                           |  |  |                          |  |
|                          |                           | Elisabetta di Slesia      | …                       |  |  |       |  |  |                           |  |  |                          |  |
| Elisabetta di Pomerania  |                           | Elisabetta di Slesia      |                         |  |  |       |  |  |                           |  |  |                          |  |
|                          |                           | Casimiro III di Polonia   | Ladislao I di Polonia   |  |  |       |  |  |                           |  |  |                          |  |
|                          |                           | Casimiro III di Polonia   | Ladislao I di Polonia   |  |  |       |  |  |                           |  |  |                          |  |
|                          |                           | Casimiro III di Polonia   | Edvige di Kalisz        |  |  |       |  |  |                           |  |  |                          |  |
| Elisabetta di Polonia    |                           | Casimiro III di Polonia   |                         |  |  |       |  |  |                           |  |  |                          |  |
|                          |                           | Aldona di Lituania        | Gediminas               |  |  |       |  |  |                           |  |  |                          |  |
|                          |                           | Aldona di Lituania        | Gediminas               |  |  |       |  |  |                           |  |  |                          |  |
|                          |                           | Aldona di Lituania        | Jewna                   |  |  |       |  |  |                           |  |  |                          |  |
|                          |                           | Aldona di Lituania        |                         |  |  |       |  |  |                           |  |  |                          |  |